# Planina pod Šumikom
Planina pod Šumikom – wieś w Słowenii, w gminie Slovenska Bistrica. W 2018 roku liczyła 90 mieszkańców.